# Великие Будища (Гадячский район)
Великие Будища (укр. Великі Будища) — село,
Великобудищанский сельский совет,
Гадячский район,
Полтавская область,
Украина.
Код КОАТУУ — 5320481401. Население по переписи 2001 года составляло 1110 человек.
Является административным центром Великобудищанского сельского совета, в который не входят другие населённые пункты.

## Географическое положение
Село Великие Будища находится между реками Псёл (4 км) и Грунь (6 км).
На расстоянии до 2,5 км расположены сёла Плешивец и Должик (Липоводолинский район).
По селу протекает пересыхающая речушка Фиалка с запрудами.

## Происхождение названия
На территории Украины 2 населённых пункта с названием Великие Будища.

## История
- 1625 — дата основания.

## Экономика
- «Фиалка», ООО.
- Вокруг села много нефтяных скважин.

## Объекты социальной сферы
- Детский сад «Сонечко».
- Школа.